# Ribeira da Silva
Ribeira da Silva é um curso de água português localizado no Norte do concelho de Santa Cruz das Flores, ilha das Flores, arquipélago dos Açores.
A Ribeira da Silva tem origem a uma cota de altitude de cerca de 600 metros de nas imediações da Lagoa da Lomba.
A sua bacia hidrográfica procede à drenagem de uma área apreciável que abrange parte da Boca da Vereda.
O seu curso de água que desagua no Oceano Atlântico, fá-lo na costa junto à Fontinha, nas proximidades da Ponta da Caveira e da Fajã de Pedro Vieira.